# Сипнево (Ходзезький повіт)
Сипнево (пол. Sypniewo, нім. Seeort) — село в Польщі, у гміні Марґонін Ходзезького повіту Великопольського воєводства.
Населення — 232 особи (2011).
У 1975-1998 роках село належало до Пільського воєводства.

## Демографія
Демографічна структура станом на 31 березня 2011 року:
|          | Загалом | Допрацездатний вік | Працездатний вік | Постпрацездатний вік |
| -------- | ------- | ------------------ | ---------------- | -------------------- |
| Чоловіки | 119     | 23                 | 84               | 12                   |
| Жінки    | 113     | 22                 | 69               | 22                   |
| Разом    | 232     | 45                 | 153              | 34                   |